# 1840 en science
| Années de la science : 1837 - 1838 - 1839 - 1840 - 1841 - 1842 - 1843    |
| Décennies de la science : 1810 - 1820 - 1830 - 1840 - 1850 - 1860 - 1870 |

Cet article présente les faits marquants de l'année 1840 en science.

## Événements
- 21 janvier : l’explorateur français Jules Dumont d’Urville prend possession de la Terre Adélie[1].
- 30 janvier-21 février : l'expédition américaine Wilkes longe la côte du continent antarctique (Terre de Wilkes)[2].

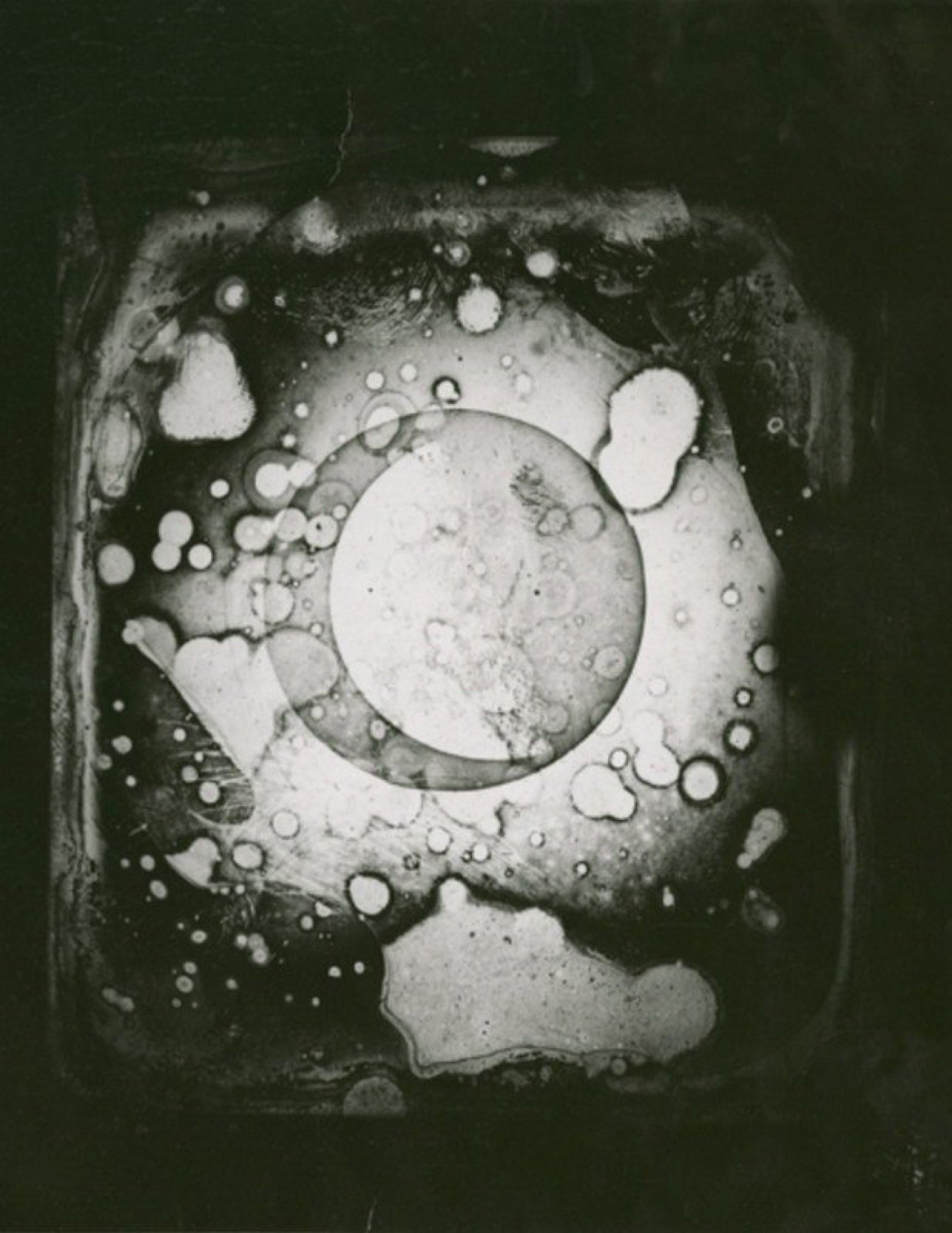
Le premier cliché de la Lune.

- 23 mars : première photographie de la Lune par John William Draper[3].
- 20 juin-7 juillet 1841 : l’explorateur britannique Edward John Eyre traverse le continent australien d’Adélaïde à Albany[4].
- 26 juin : le physicien américain Samuel Morse obtient un brevet pour son système de télégraphie électrique[5].
- 1er juillet : le Nemesis est le premier navire en fer à passer le cap de Bonne-Espérance[6], aidé par la technique de correction des déviations de la boussole produit par une coque en fer, développée l'année précédente par l'astronome britannique George Biddell Airy[7].
- 20-21 septembre, photographie : William Henry Fox Talbot invente le calotype (négatif sur papier), procédé communiqué à la Royal Society le 10 juin 1843. Le nombre de tirages positifs devient illimité[8].
- 22 septembre : le naturaliste américano-suisse Louis Agassiz expose sa théorie des âges glaciaires lors de la réunion à Glasgow de la British Association for the Advancement of Science. Il effectue avec William Buckland un voyage en Écosse, principalement dans les Highlands, où ils découvrent des indices d'ancienne activité glaciaire, et le 4 novembre, il lit à la Société géologique de Londres un mémoire contenant un résumé des résultats scientifiques de cette excursion[9].
- 10 décembre : le physicien allemand Carl Friedrich Gauss communique à la Société des sciences de Göttingen les résultats de ses recherches en dioptrique. Il propose une théorie sur les systèmes optiques centrés dans laquelle une condition d'approximation porte son nom[10].
- 17 décembre : le physicien britannique James Prescott Joule communique à la Royal Society un mémoire sur la production de chaleur par l'électricité voltaïque[11]. Il y formule la loi de Joule, qui mesure le dégagement de chaleur produit par le passage d’un courant électrique dans un corps conducteur. Sa théorie remet en cause la théorie de la conservation de la chaleur énoncée par Lavoisier et aboutit en 1843 à la formulation du futur premier principe de la thermodynamique concernant la conservation de l'énergie[12].
- Germain Henri Hess propose la loi de Hess, forme primitive de la loi de conservation de l'énergie, qui établit que l'énergie échangée lors d'un processus chimique dépend uniquement des états des réactifs et des produits et pas du chemin suivi entre ces deux états[13].
- Le scientifique britannique Warren de la Rue présente une ampoule utilisant un filament de platine[14].

## Publications

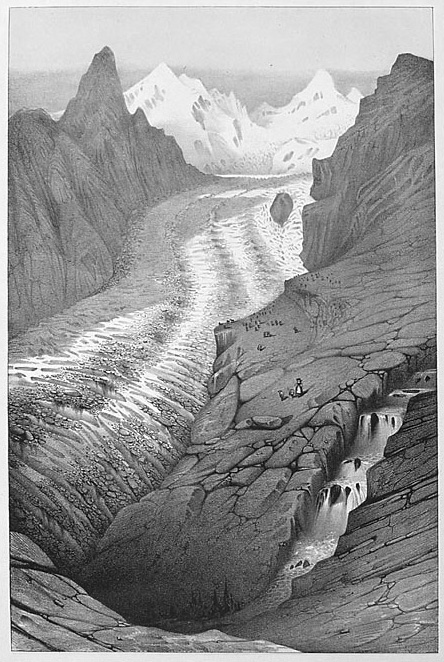
Le glacier de Zermatt, lithographie de Joseph Bettannier dans Études sur les glaciers de Louis Agassiz, 1840.

- Louis Agassiz : Études sur les glaciers.
- Carl Friedrich Gauss : Dioptrische Untersuchungen (approximation de Gauss).
- John Gould : The Birds of Australia (1840-1848).
- Justus von Liebig : Die organische Chemie in ihrer Anwendung auf Agricultur und Physiologie (« La Chimie appliquée à la physiologie végétale et à l'agriculture », traduit en français par Charles Gerhardt, 1840-44.). Le chimiste allemand Liebig publie ses recherches sur les facteurs limitant la croissance d’une plante, qui ouvrent une nouvelle voie à l’agronomie. Cet ouvrage est à la base de l'industrie des engrais chimiques[15].
- Louis René Villermé : Tableau de l'état physique et moral des ouvriers employés dans les manufactures de coton, de laine et de soie.
- William Whewell : The Philosophy of the Inductive Sciences  (« Philosophie des sciences inductives »). Il introduit le mot « scientifique ».

## Prix
- Médailles de la Royal Society
  - Médaille Copley : Justus Liebig et Charles-François Sturm
  - Médaille royale : Charles Wheatstone et John Frederick William Herschel
  - Médaille Rumford : Jean-Baptiste Biot
- Médailles de la Geological Society of London
  - Médaille Wollaston : André Hubert Dumont
- Académie des sciences de Paris
  - Prix Lalande : M. Bremicker pour la découverte qu’il a faite d’une comète le 27 octobre 1840
- Prix Montyon (médecine et chirurgie)
  - Louis Tanquerel des Planches pour son Traité des maladies de plomb ou saturnines[16].

## Naissances

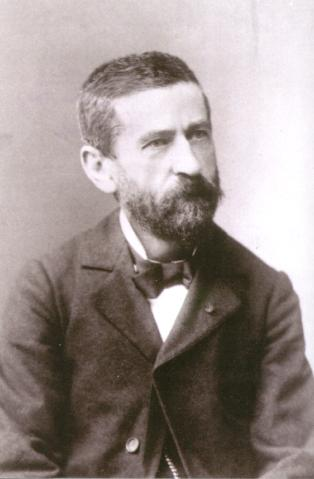
Emile Duclaux

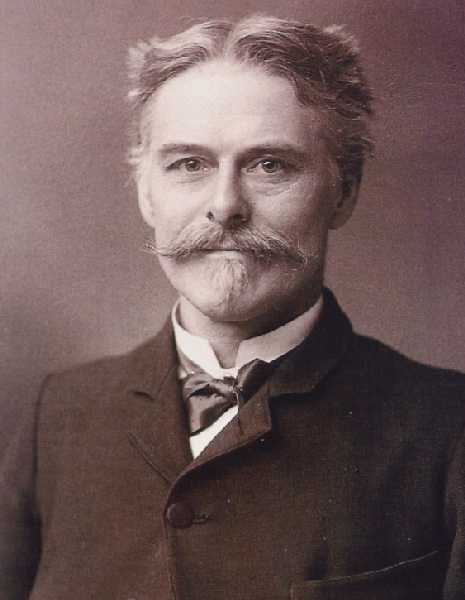
Edward Drinker Cope

- 23 janvier : Ernst Abbe (mort en 1905), physicien allemand.
- 10 février : Per Theodor Cleve (mort en 1905), chimiste et géologue suédois.
- 15 février : Titu Maiorescu (mort en 1917), logicien, avocat, essayiste, critique littéraire et homme d'État roumain.
- 18 février : John Wesley Judd (mort en 1916), géologue britannique.
- 4 mars : Constantin Carapanos (mort en 1914), homme politique, archéologue et banquier grec.
- 26 mars : George Smith (mort en 1876), assyriologue britannique.
- 30 mars : Charles Booth (mort en 1916), statisticien, réformateur social et précurseur de la sociologie britannique.
- 15 mai :
  - Henri Cochon de Lapparent, agronome et haut fonctionnaire français.
  - George Ernest Shelley (mort en 1910), militaire, géologue et ornithologue britannique.
- 27 mai : Lars Fredrik Nilson (mort en 1899), chimiste suédois.
- Edwin Tully Newton (mort en 1930), paléontologue britannique.
- 24 juin : Emile Duclaux (mort en 1904), physicien, chimiste et biologiste français.
- 28 juillet :
  - Edward Drinker Cope (mort en 1897), paléontologue et anatomiste américain.
  - George Burritt Sennett (mort en 1900), ornithologue américain.
- 14 août : Richard von Krafft-Ebing (mort en 1902), psychiatre austro-hongrois.
- 4 octobre : Viktor Knorre (mort en 1919), astronome russe.
- 14 octobre :
  - Paul Güssfeldt (mort en 1920), géologue, alpiniste et explorateur allemand.
  - Friedrich Kohlrausch (mort en 1910), physicien allemand.
- 15 octobre : August Mau (mort en 1909), historien de l'art et archéologue allemand.
- 16 novembre : Mikhaïl Karinski (mort en 1917), mathématicien, philosophe et logicien russe.
- 22 novembre : Émile Lemoine (mort en 1912), ingénieur civil et mathématicien français.
- 24 novembre : John Alfred Brashear (mort en 1920), astronome américain et un constructeur d'instruments astronomiques.
- 18 décembre : Louis Lartet (mort en 1899), paléontologue français.
- William Neale Lockington (mort en 1902), zoologiste britannique.

## Décès

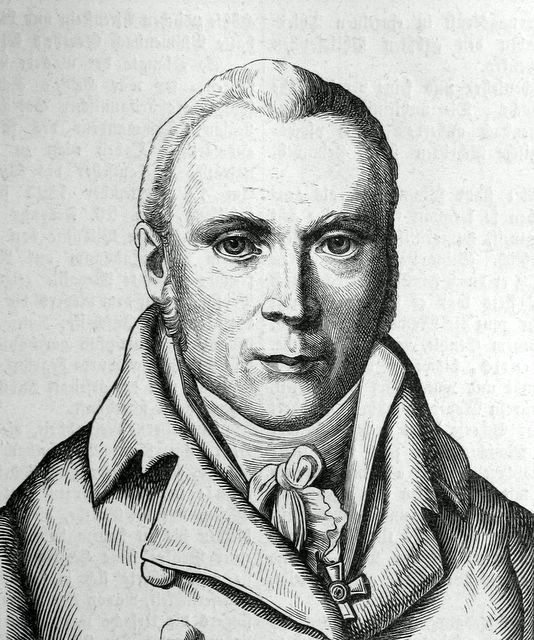
Johann Friedrich Blumenbach

- 22 janvier : Johann Friedrich Blumenbach, (né en 1752), anthropologue et biologiste allemand.
- 30 janvier : Juan Galindo (né en 1802), explorateur, militaire et archéologue[17].
- 20 février : Wilhelm Gotthelf Lohrmann (né en 1796), cartographe, astronome et météorologue saxon.
- 2 mars : Heinrich Olbers (né en 1758), astronome, médecin et physicien allemand.
- 13 mars : José Antonio Pavón (né en 1754), botaniste espagnol.
- 23 mars : William Maclure (né en 1763), géologue écossais.
- 25 avril : Siméon Denis Poisson (né en 1781), mathématicien, géomètre et physicien français.
- 29 avril : Pierre Jean Robiquet (né en 1780), chimiste français.
- 7 mai : William Keating (né en 1799), géologue américain.
- 16 mai : André Brochant de Villiers (né en 1772), géologue et minéralogiste français.
- 15 juin : Pierre Bigot de Morogues (né en 1776), minéralogiste, homme politique, agronome et essayiste.
- 31 août : Giuseppangelo Fonzi (né en 1768), chirurgien-dentiste et prothésiste dentaire italien[18].
- 26 octobre : Nicholas Aylward Vigors (né en 1785), zoologiste et homme politique irlandais.
- 12 décembre : Jean-Étienne Esquirol (né en 1772), psychiatre français.
- 31 décembre : Christian Rudolph Wilhelm Wiedemann (né en 1770), médecin, historien, naturaliste et homme de lettres allemand.